# Konstantin I. Kilikijski
Konstantin I. ali Konstandin I. (armensko Կոնստանտին, latinizirano: Konstantin) je bil od leta 1095 do svoje smrti drugi gospod Armenske Kilikije, * 1045-1050, † okoli 1100, Konstantinopel.

## Zgodnja leta
Bil je sin Rubena I. Kilikijskega. Od leta 1090 je bil poveljnik armenske vojske. Obvladovanje Kilikijskih vrat, gorske soteske v gorovju Taurus, je omogočalo pobiranje davkov na blago, ki se je prevažalo iz pristanišča Ajas proti osrednji Anatoliji. Davki so bili vir bogastva, kateremu so Rubenidi dolgovali svojo moč.

## Vladanje
Na oblast je prišel po smrti svojega očeta leta 1095.  Kot zaveznika so ga cenili zlasti križarji v prvi križarski vojni (1096-1099).
V Kronografiji Samuela Anijskega piše, da je Konstantin umrl kmalu zatem, ko je strela udarila v njegovo mizo v trdnjavi Vahka. Pokopan je bil v Kastalonu.

## Družina
Po pisanju v Alepski kroniki je bila njegova žena potomka Bardasa Fokasa starejšega. V zakonu si bili rojeni trije otroci: 
- Beatrika (? – pred 1118), žena grofa Joscelina I. Edeškega[5]
- Toros I. (? – 17. februar 1129/16. februar 1130)[3]
- Leon I.  (? – Konstantinopel, 14. februarja 1140)[3]

## Vira
- Ghazarian, Jacob G. (2000). The Armenian Kingdom in Cilicia during the Crusades: The Integration of Cilician Armenians with the Latins (1080–1093). Taylor & Francis.
- Morton, Nicholas (2020). The Crusader States and Their Neighbours: A Military History, 1099-1187. Oxford University Press.

| Konstantin I. Kilikijski RubenidiRojen: 1045-1050 Umrl: 1102/1103 |                                                    |                     |
| Vladarski nazivi                                                  |                                                    |                     |
| Predhodnik: Ruben I.                                              | Gospod Armenske Kilikije 1095 – ok. 1100/1102/1103 | Naslednik: Toros I. |